# سوفیا ساکورافا
سوفیا ساکورافا (یونانی: Σοφία Σακοράφα؛ زادهٔ ۲۹ آوریل ۱۹۵۷) سیاستمدار و پرتاب‌گر نیزه سابق اهل یونان است.